# Stig-Arne Gunnestad
Stig-Arne Gunnestad (Oslo, 12 febbraio 1962) è un giocatore di curling norvegese.

## Biografia
Partecipò ai XVI Giochi olimpici invernali edizione disputata a Albertville (Francia) nel 1992, riuscendo ad ottenere la seconda posizione nella squadra norvegese  con i connazionali Tormod Andreassen, Flemming Davanger, Kjell Berg e Pål Trulsen. 
Nell'edizione la nazionale svizzera si classificò prima, la statunitense terza. La competizione ebbe lo status di sport dimostrativo 
Vinse una medaglia di bronzo nel Curling all'edizione degli XVIII Giochi olimpici invernali.